# Ватикано-ивуарийские отношения
Ватикано-ивуарийские отношения относятся к билатеральным отношениям между Святым Престолом и Кот-д'Ивуаром, установленными в 1970 году. В Кот-д’Ивуаре находится значительное количество людей, исповедующих католицизм и оно составляет почти пятую часть населения. Считается, что между двумя государствами существуют тёплые отношения.
У Кот-д’Ивуар есть посольство в Риме недалеко от Ватикана, а у Святого Престола — апостольская нунциатура в Абиджане. Нынешний посол Кот-д’Ивуара в Ватикане — Северин Матиас Акио. Срок полномочий архиепископа Джозефа Спитери в качестве апостольского нунция в Кот-д’Ивуаре закончился 7 марта 2018 года. Папа Франциск назначил Анте Йозича на его место 2 февраля 2019 года, однако после серьезного ранения в автокатастрофе 7 апреля, его посвящение в епископы было отложено.

## История
Два государства впервые установили дипломатические отношения в октябре 1970 года. 10 сентября 1990 года освящение храма Нотр-Дам-Де-Ла-Пэ совершил понтифик Иоанн Павел II.

## Визиты на высоком уровне
Президент Алассан Уаттара посетил Ватикан в ноябре 2012 года и побеседовал с Папой Бенедиктом XVI. Они обсудили отношения между двумя странами, а также роль католической церкви в Кот-д’Ивуаре и прогресс, достигнутый этой страной в последние годы после ивуарийского кризиса 2010—2011 годов. Они также обсудили возможность подписания двустороннего рамочного соглашения, аналогичного тому, которое Святой Престол подписал с другими африканскими странами. В документе будет определён правовой статус церкви в Кот-д’Ивуаре.